# Baltasar del Águila

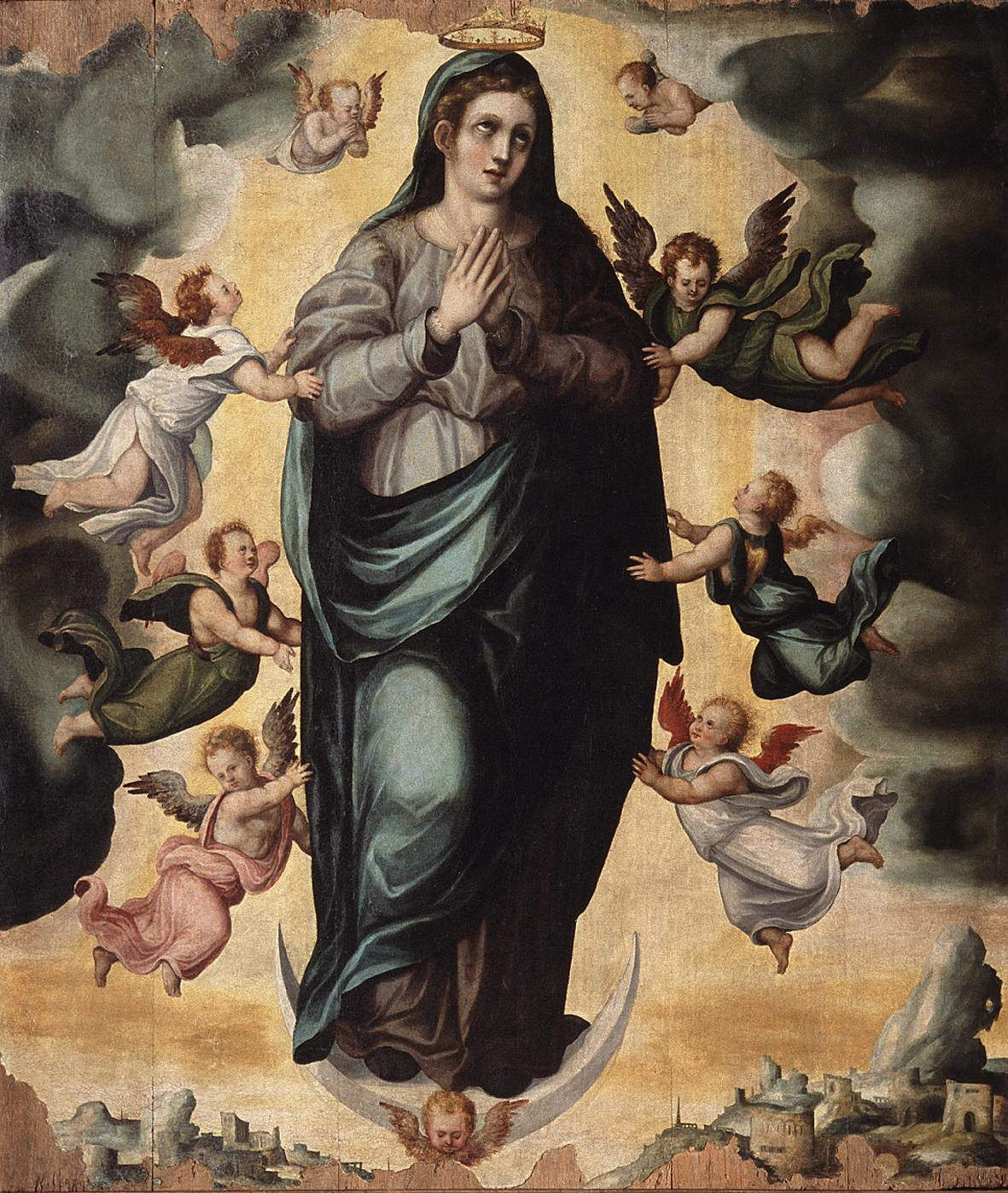
Nuestra Señora de los Ángeles,(c.1570) óleo sobre tabla, 158 x 134 cm, Museo de Bellas Artes de Córdoba.

Baltasar del Águila (Montilla ?, c. 1540-Córdoba, 1599) fue un pintor manierista español.

## Biografía y obra
Miembro de una familia de artistas de origen montillano, hacia 1565 se estableció en Córdoba donde dirigió el taller de pintura más activo en el último tercio del siglo, con el que colaboró su hermano Pedro Fernández Guijalvo. 
A su nombre se documentan un importante número de retablos encabezados por el del convento de Santa Clara de Montilla, no conservado, del que se había hecho cargo entre 1558 y 1560. Su segundo trabajo fue el retablo de San Juan de Letrán de la iglesia de Santo Domingo de Guzmán de Cabra, realizado en 1561 y que aún se conserva modificado, actualmente dedicado a la Virgen de la Cabeza.
Suyos son el retablo mayor de la parroquial de Hinojosa del Duque (1565) y el de la Asunción de Bujalance (1573), que no llegó a concluir, así como los de los conventos cordobeses de Nuestra Señora de la Dueñas (1572) y de Santa Marta (1582), financiado por Felipe II, aunque por algunas dificultades su conclusión se demoró hasta 1596 y el policromado se concertó ya en 1604, por lo que a Baltasar del Águila es probable que solo le correspondan las pinturas de la predela. Le corresponden también las pinturas del retablo de la capilla de San Mateo y Limpia Concepción de la mezquita-catedral de Córdoba (1582), con los padres de la iglesia en el banco, la Inmaculada, el Calvario y el Padre Eterno en el ático, único conservado in situ de los varios retablos que según la documentación ejecutó para el recinto catedralicio.
Algunas obras representativas de su estilo, de dibujo seco y brillante colorido, guarda el Museo de Bellas Artes de Córdoba, entre ellas el Crucificado con los santos Juanes, pintado sobre cuero, o una serie de tablas con la Anunciación y varios santos procedente del convento de San Agustín, en las que se apunta la mano del hermano y quizá la de algún otro colaborador.